# Mráz M-2 Skaut
Mráz M-2 Skaut byl československý celodřevěný cvičný letoun.

## Vznik a vývoj
M-2 vznikal jako nástupce úspěšného sportovního letounu M-1 Sokol z roku 1946. Stejně jako on byl navržen hlavním konstruktérem inženýrem Zdeňkem Rubličem v bývalém podniku Mráz v Chocni. Podobně jako u M-1 se jednalo o samonosný dolnoplošník s jednoduše kapotovaným pevným příďovým podvozkem celodřevěné konstrukce. Dvoučlenná osádka seděla v kokpitu vedle sebe, pod vzad odsouvatelným průhledným překrytem. Křídlo s dvoudílnými vztlakovými klapkami mělo značné pozitivní vzepětí mírně šípovitých částí vně centroplánu. Zadní část trupu a ocasní plochy byly převzaty z typu M-1. Pohonnou jednotku představoval předválečný plochý čtyřválec Praga D o výkonu 55 kW, pohánějící nestavitelnou dřevěnou dvoulistou vrtuli.

## Operační historie
Jediný prototyp byl dokončen v roce 1948, kdy byl také s registrační značkou OK-CEB zalétán. Podobně jako současně vznikající typ M-3 Bonzo, ani M-2 (po komunistickém převratu přejmenovaný na „Svazáka“) nebyl úspěšný a výroba skončila u jednoho kusu, který byl v 50. letech užíván v aeroklubu ve Vrchlabí. Z rejstříku byl vymazán v roce 1963.
Další vývoj koncepce vedl k sériově stavěnému celokovovému nástupci Orličan L-40 Meta Sokol z roku 1956.

## Specifikace

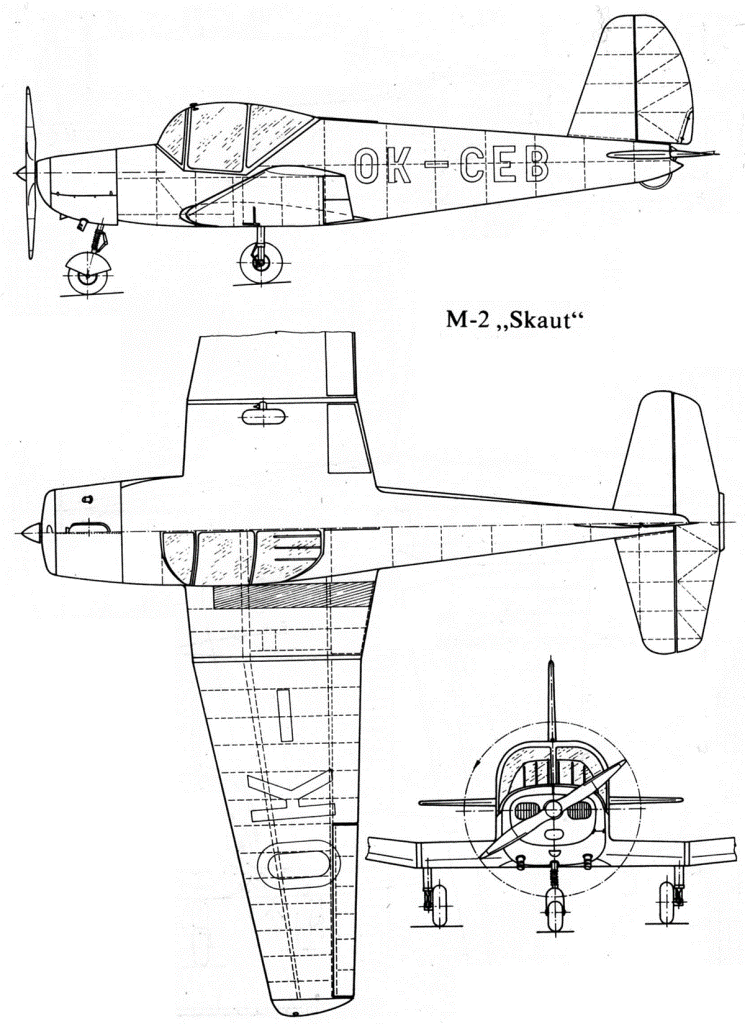
Třípohledový nákres M-2

Údaje podle

### Technické údaje
- Osádka: 2 (instruktor a žák)
- Rozpětí: 10,00 m
- Délka: 6,75 m
- Výška: 2,37 m[2]
- Nosná plocha: 13,80 m²
- Plošné zatížení: 47,9 kg/m²
- Hmotnost prázdného stroje: 370 kg
- Vzletová hmotnost: 660 kg
- Pohonná jednotka: 1 × vzduchem chlazený čtyřválcový plochý motor Praga D
- Výkon pohonné jednotky: 75 k (55 kW)

### Výkony
- Maximální rychlost: 185 km/h
- Cestovní rychlost: 150 km/h
- Dolet: 700 km
- Praktický dostup: 4 200 m
- Stoupavost: výstup do výše 1 000 m za 7,25 min